# Nomenclator Botanicus. Editio secunda
Nomenclator Botanicus. Editio secunda (abreviado Nomencl. Bot. (ed. 2)) es un libro con ilustraciones y descripciones botánicas que fue escrito por el médico y naturalista alemán Ernst Gottlieb von Steudel. Publicó entre 1821 a 1824 su trabajo Nomenclator botanicus.
Nomenclator botanicus. En la segunda edición, que apareció en los años 1840-1841, enumera 6.722 géneros y 78.005 especies. 